# Gabriella Déry
Gabriella Déry (* 12. Oktober 1933 in Budafok; † 10. März 2014 in Budapest) war eine ungarische Opernsängerin (Sopran).

## Leben
Déry wurde 1933 in der damaligen Stadt Budafok geboren. Sie stammte aus einer musikalischen Familie. Ihr Großvater Jenő Déri war Opernsänger (Tenor). Sie studierte von 1953 bis 1958 Gesang, zunächst privat bei Géza László, dann am Béla-Bartók-Konservatorium in Budapest; dort war Erzsébet Hoór-Tempis ihre Gesangslehrerin. 1958 debütierte sie an der Ungarischen Staatsoper in Budapest in der Rolle der Elisabeth in der Oper Hunyadi László von Ferenc Erkel. Déry sang zunächst Rollen für lyrischen und lyrisch-dramatischen Koloratursopran, wechselte später dann ins jugendlich-dramatische und ins hochdramatische Sopran-Fach. Sie war während ihrer gesamten Karriere festes Ensemblemitglied an der Ungarischen Staatsoper in Budapest. Im dramatischen Sopran-Fach wurde sie dort Nachfolgerin von Paula Takács. Zu ihrem 40-jährigen Bühnenjubiläum an der Ungarischen Nationaloper sang sie die Gertrude in der ungarischen Volksoper Bánk bán von Ferenc Erkel. 1990 wurde sie zum Ehrenmitglied auf Lebenszeit ernannt.
Déry sang im Verlauf ihrer Karriere u. a. folgende Partien: die Titelrolle in Rodelinda, Donna Anna und Donna Elvira in Don Giovanni, Abigaille in Nabucco, Violetta in La traviata, Leonora in Il trovatore, Elisabeth von Valois in Don Carlos, Amelia in Un ballo in maschera, Leonora di Vargas in La forza del destino, Desdemona in Otello, Alice Ford in Falstaff (mit György Melis als Falstaff), die Titelrollen in Tosca und Turandot, Santuzza in Cavalleria rusticana, Feldmarschallin in Der Rosenkavalier sowie die Titelrollen in den Richard-Strauss-Opern Salome und Ariadne auf Naxos. Ebenso verkörperte sie die Titelfigur in der Oper Die Königin von Saba von Karl Goldmark. Im slawischen Repertoire sang sie u. a. die Jaroslawna in Fürst Igor und die Titelrolle in Katja Kabanowa.
Im späteren Karriereverlauf übernahm sie auch einige Charakterpartien, so Herodias in Salome, Lady Billows in Albert Herring und zuletzt die Kaiserin in Háry János (Spielzeit 1989/90 an der Staatsoper Budapest; Premiere im Erkel-Theater).
Déry gastierte am Bolschoi-Theater, an der Nationaloper Belgrad, an der Nationaloper Sofia, an der Staatsoper Berlin (1968, als Alice Ford in Falstaff bei einem Gastspiel der Staatsoper Budapest), am Opernhaus Leipzig, in Helsinki und bei den Internationalen Maifestspielen Wiesbaden.
Es existieren einige Schallplattenaufnahmen und Rundfunkmitschnitte, in denen Déry einige ihrer wesentlichen Fachpartien singt. Bei dem ungarischen Label Hungaroton erschienen in ungarischer Sprache Gesamtaufnahmen der Opern La Traviata, Il Trovatore und Aida (mit Déry in der Titelrolle); im Troubadour war József Simándy ihr Partner als Manrico. 1960 sang sie für Hungaroton die Erzsébet Hunyadi in einer Gesamtaufnahme der Oper Hunyadi László; ihre Partner waren József Simándy und Olga Szőnyi.
Déry war mit dem ungarischen Balletttänzer Endre Jeszenszky (1925–2008) verheiratet. Sie lebte lange Jahre im Budapester Stadtteil Orbánhegy.

## Auszeichnungen
Déry erhielt mehrfach Auszeichnungen und Ehrungen. 1967 wurde sie mit dem ungarischen Liszt-Preis ausgezeichnet. 1971 wurde sie „Verdiente Künstlerin“ der Ungarischen Volksrepublik. 1980 erhielt sie den Titel „Hervorragender Künstler der Ungarischen Volksrepublik“ (Magyarország Kiváló Művésze díj). 1994 wurde sie mit dem Ungarischen Verdienstorden ausgezeichnet. 2005 wurde sie mit dem Kossuth-Preis geehrt.